# Torre Entel
Torre Entel es una torre de telecomunicaciones ubicada en calle Amunategui 20, en el centro cívico de la ciudad de Santiago. Es propiedad de Entel Chile S.A. y es el centro de operaciones de esta compañía.
Con 128 m de altura y 18 pisos, fue luego del fin de su construcción en 1974, la estructura arquitectónica más alta del país, título que mantuvo hasta la inauguración de la Torre Telefónica en 1996 con 143 m. Ya superada en altura por otros edificios, sigue siendo la estructura de mayor prominencia en la comuna de Santiago; ubicada junto a la Alameda y a una cuadra del Palacio de La Moneda, se ha mantenido como un ícono de la ciudad. Su diseño tiene una morfología similar al sistema de antorcha de un telégrafo hidráulico, que fue una forma de telecomunicación antigua.

## Historia

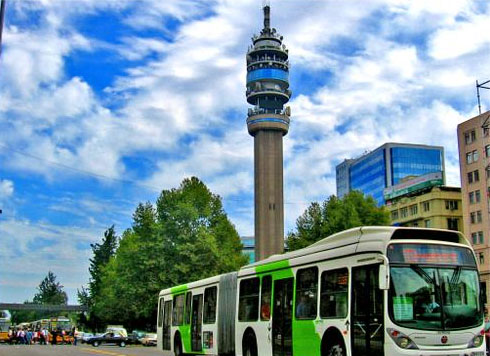
Torre Entel, vista desde la Alameda.

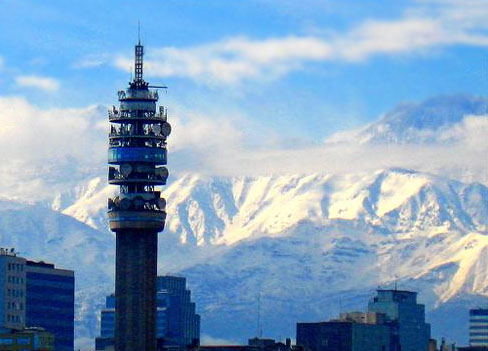
Torre Entel, vista hacia la Cordillera de los Andes.

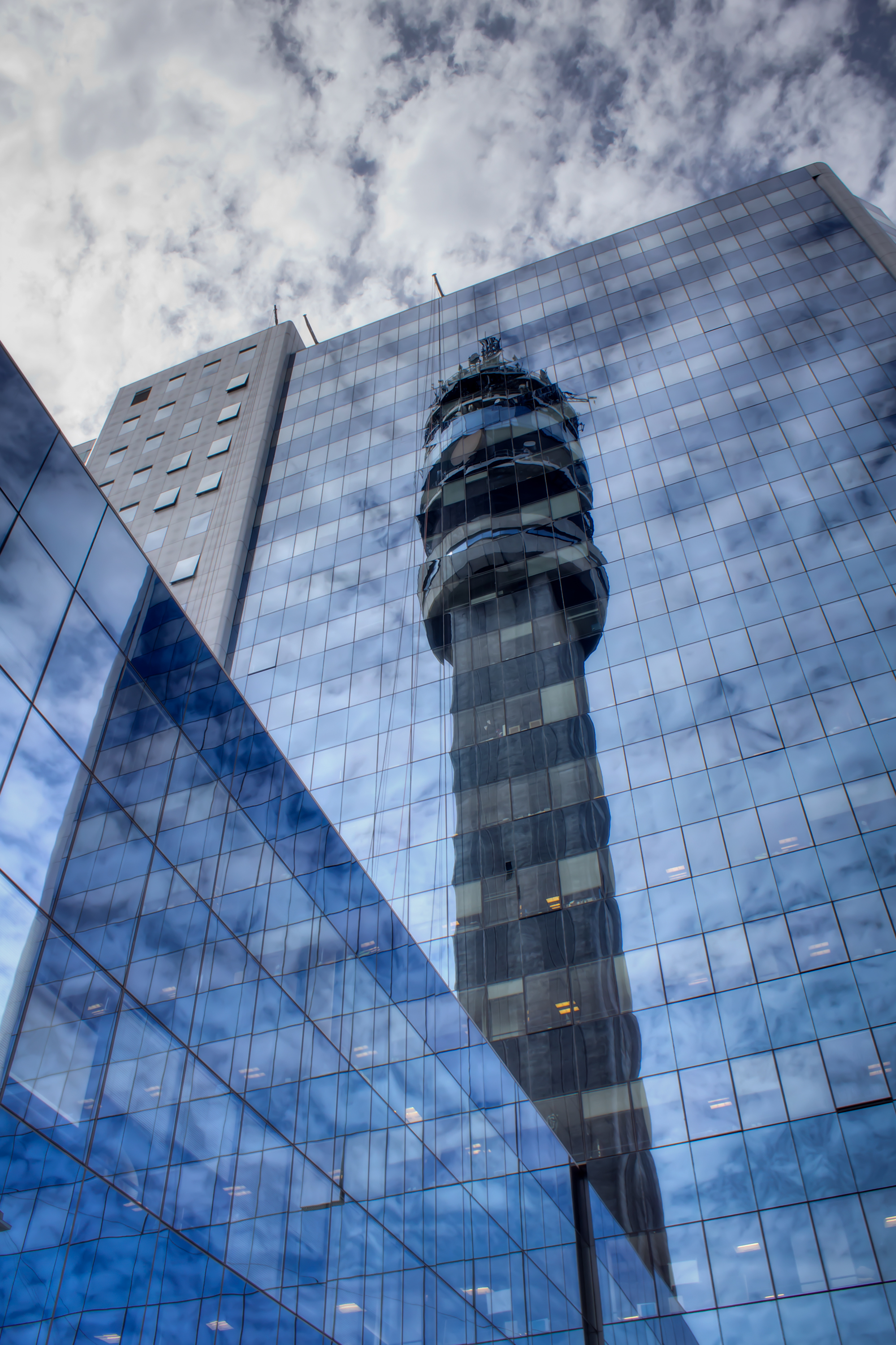
Torre Entel reflejada en las oficinas de la compañía.

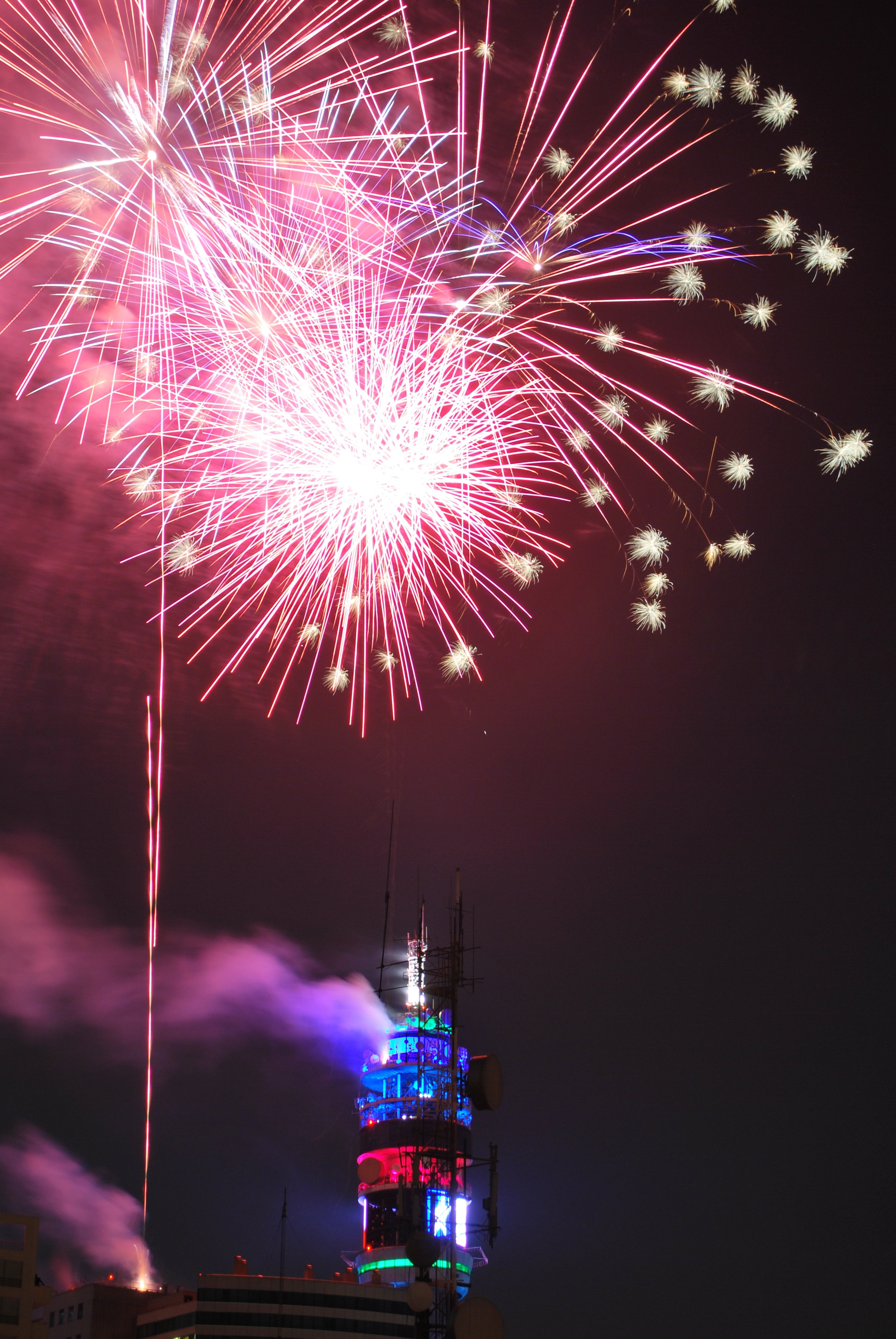
Fuegos artificiales lanzados desde la torre, Año Nuevo de 2010.

Su construcción se inició durante el gobierno de Eduardo Frei Montalva, el 1 de julio de 1970, como parte del Centro Nacional de Telecomunicaciones. Luego de cuatro años de edificación, la torre alcanzó su altura actual el 30 de agosto de 1974, fecha en que se realizaron los tijerales. Su forma estructural es similar a la del Post Office Tower de Londres, construida una década antes.
Posteriormente, el 8 de septiembre de 1975, se instalaron dos antenas parabólicas, que fueron los primeros elementos de telecomunicaciones visibles desde el exterior, y finalmente, el 12 de abril de 1976, entraron en servicio los canales telefónicos. Desde ese momento, la Torre Entel se convirtió en el núcleo vital del sistema de comunicaciones del país al permitir la interconexión entre los servicios de telefonía, televisión, radio y redes de microondas de Entel con los de la Compañía de Teléfonos de Chile (actual Movistar) y con el norte, centro y el sur del país y la provincia de Mendoza, Argentina. Además, está conectada con la Estación Terrestre de Comunicaciones por satélite de Longovilo. Actualmente operan en ella todos los equipos que cursan el tráfico internacional vía satélite, el terrestre Santiago-Mendoza, la red Troncal Nacional sur y norte e interconecta los servicios públicos de larga distancia de telefonía, télex, televisión y radiodifusión.
La noche del 31 de diciembre de 2009 fue inaugurada la pantalla LED más grande de Sudamérica, que fue instalada en la parte superior de la torre, con motivo del «Año Nuevo del Bicentenario». La pantalla posee 320 m cuadrados y tiene por objetivo mostrar información meteorológica y noticias.
Para los chilenos, la Torre Entel se ha convertido en un verdadero símbolo, por su imagen visible desde los puntos más alejados de la capital. Es motivo obligado de postales fotográficas y un común punto de referencia.
La torre ha sido intervenida artísticamente durante diferentes versiones del festival Hecho en Casa que patrocina Entel Chile. Así en 2017 enormes mariposas se posaron en su pilar (Mariposas chilensis llamó a su obra la artista, muralista y mosaiquista chilena Valeria Merino) y en 2019 un pájaro carpintero gigante lo confundió con un árbol (idea de Mauricio García Collío). 
El 12 de noviembre de 2019, en el marco de la serie de protestas en Chile, la base de la torre fue saqueada y vandalizada por desconocidos.

## Arquitectura

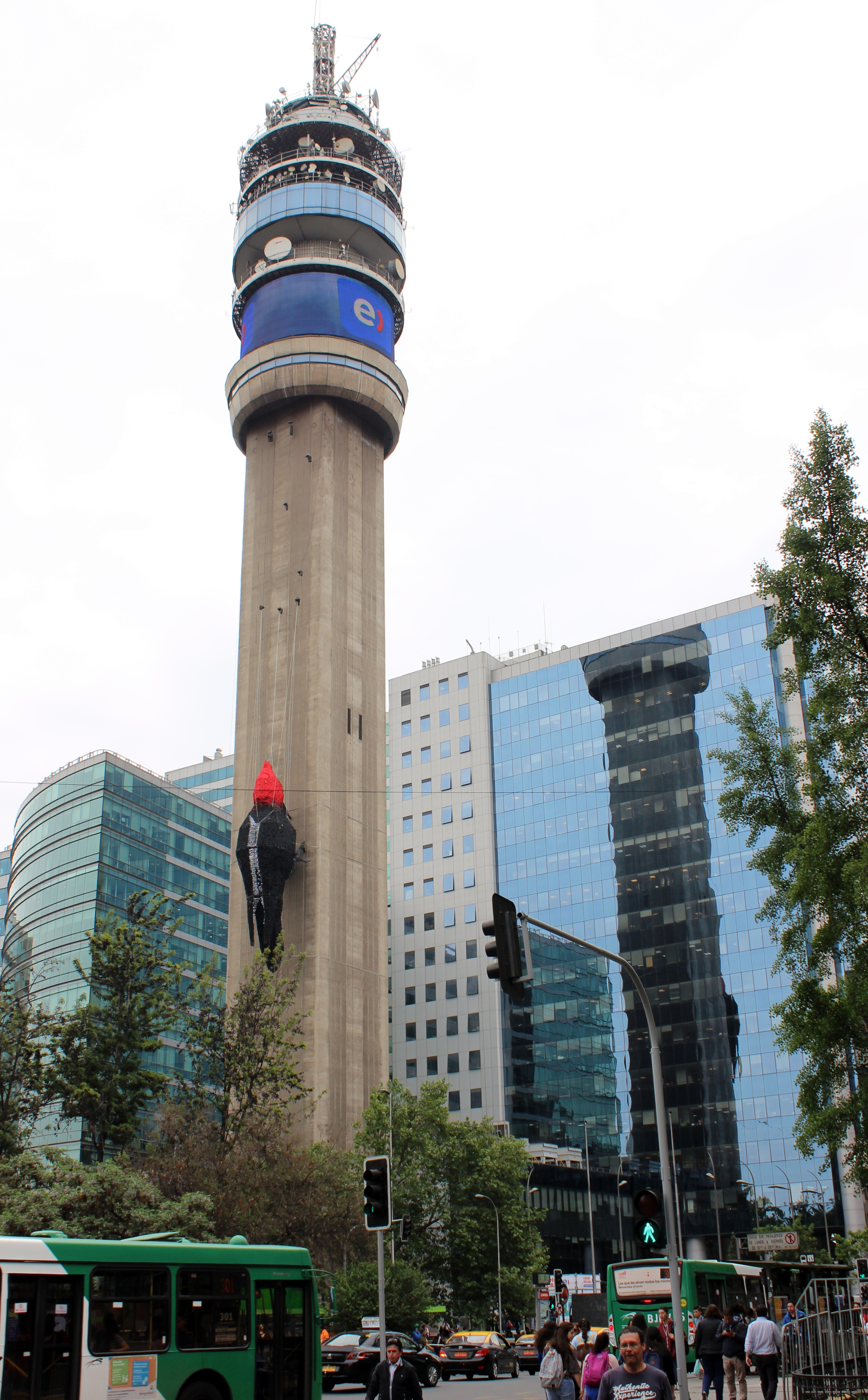
La torre durante el festival Hecho en Casa 2018

La Torre Entel tiene una altura de 127.40 m desde su base y se encuentra en la intersección de la Alameda Bernardo O'Higgins con calle Amunátegui, junto a la estación La Moneda del Metro de Santiago por ser este un lugar estratégico debido a la cercanía de los recintos donde se efectúan las conexiones a la red telefónica urbana.
El edificio es visible desde distintos puntos de la capital, lo que le ha valido convertirse en un símbolo de la ciudad; de hecho fue por muchos años el edificio más alto de Chile. Para optimizar la recepción de señales, la torre debe alzarse sobre todos los edificios cercanos lo que explica su forma y su altura. El fuste, construido en hierro y concreto, se inicia a 18 m bajo el nivel del suelo y alcanza los 80 m sobre al superficie; le sigue el antenófano, una estructura de acero y aluminio de 47 m de alto con seis plataformas para la ubicación de antenas. El edificio tiene especiales características de rigidez. La oscilación es prácticamente imperceptible, calculada para resistir sismos de hasta 8 grados en la escala de Richter, como el terremoto de 2010 y el de 2015; en movimientos de mayor intensidad, esta torre sería el último edificio en derrumbarse.
En la parte superior, tiene habilitada una terraza con vista a toda la ciudad de Santiago. Desde 1992, en este lugar se colocan miles de elementos de pirotecnia cada 31 de diciembre para celebrar el Año Nuevo, la fiesta más masiva de la ciudad, iluminando todo el cielo y sectores cercanos. Con el desarrollo inmobiliario que durante los últimos años ha tenido Santiago, tanto desde algunos edificios de mayor altura como de casas particulares emplazadas en los sectores cordilleranos es posible ver el espectáculo pirotécnico que inicia el nuevo año. 
Según registros del Centro de Documentación del Ministerio de Vivienda y Urbanismo, la torre tiene como ficha técnica los siguientes datos de la construcción original:
- Especificaciones técnicas:
  - Cantidad de material excavado: 9000 m³
  - Total hormigón: 2700 m³
  - Superficie: 1643 m²
  - Peso: 8620 toneladas
  - Peso fundaciones: 2000 toneladas

- Profesionales involucrados:
  - Arquitectos: Carlos Alberto Cruz Claro, Jorge Larraín Latorre, Ricardo Labarca Fernández, Daniel Ballacey Frontaura
  - Ingenieros estructurales: Rodrigo Flores Álvarez y Mario Canales Adriazola.
  - Ingeniero estructural del edificio institucional: Santiago Arias
  - Ingeniero a cargo de la obra: Iván Pulgar